# Копиеватое
Копиеватое (укр. Копіювате) — посёлок в Каневском районе Черкасской области Украины.
Население по переписи 2001 года составляло 102 человека. Занимает площадь 0,277 км². Почтовый индекс — 19040. Телефонный код — 4736.

## Местный совет
19040, Черкасская обл., Каневский р-н, с. Копиевата